# Alecu Ivan Ghilia
Alecu Ivan Ghilia, născut Alexandru Ivan, (n. 1 martie 1930, Șendriceni, Botoșani, România – d. 6 iunie 2023) a fost un scriitor și publicist român. A scris romane, povestiri și poezii.

## Biografie
S-a născut la 1 martie 1930 în comuna Șendriceni din județul Botoșani, ca fiu al soților Vasile și Saveta Ivan, și s-a numit inițial Alexandru Ivan.
A urmat cursurile Academiei de Belle-Arte din Iași (1948-1950) și apoi pe cele ale Institutului de Arte Plastice „Nicolae Grigorescu” din București (1950-1953). A lucrat ca redactor la Contemporanul, Gazeta literară, Luminița (redactor-șef), redactor-șef la redacția de scenarii a Studioului Cinematografic București (1967-1969).
A fost căsătorit și a locuit pe str. Ștefan Furtună nr. 130 din București. A avut, împreună cu soția sa, Aurelia, o fiică numită Liana Ivan, care s-a născut la 27 iunie 1962 în București. În septembrie 1972 a solicitat schimbarea numelui său de familie și a prenumelui din Alexandru Ivan în acela de Alecu Ivan-Ghilia. Patru ani mai târziu, în decembrie 1976, a solicitat schimbarea numelui de familie al copilului său, Liana Ivan, din Ivan în acela de Ivan-Ghilia.

## Opera

### Romane
- Cuscrii (ESPLA, 1958; reeditat de Ed. Tineretului, 1968)
- Ieșirea din Apocalips (Ed. Tineretului, 1960)
- Îngeri biciuiți (Ed. pentru literatură, 1967)
- Asediul (Ed. Militară, 1969)
- Appassionata (Ed. Albatros, București, 1971)
- Recviem pentru cei vii (Ed. Cartea Românească, București, 1972)
- Vremea demonilor (Ed. Eminescu, București, 1974)
- Nopțile Negostinei (Ed. Eminescu, București, 1976)
- Dragostea câinelui de pază (Ed. Cartea Românească, București, 1978)
- Un Oscar pentru Ana (Ed. Cartea Românească, București, 1982)
- Întoarcerea bărbaților (Ed. Eminescu, București, 1991)
- Piramida (Ed. Eminescu, București, 1995) - 2 vol.
- Moștenirea mătușii Tamara (Ed. Junimea, Iași, 2006)

### Nuvele, povestiri și schițe
- Frații Huțulea (ESPLA, 1955)
- Asaltul timpului (Ed. pentru literatură, 1961)
- Povestiri (Ed. Tineretului, 1964)
- Un joc nevinovat (Ed. Tineretului, 1967)
- Secol nervos (Ed. pentru literatură, 1969)
- Lumina din adâncuri (Ed. Cartea Românească, București, 1988)

### Volume de reportaje
- Cântece de drumeție (ESPLA, 1958)
- Scrisori din Bărăgan (ESPLA, 1959)
- Insula speranței (Ed. pentru literatură, 1963)
- Iubirea mea dintâi... și trei poezii inedite de Nichita Stănescu (Ed. pentru turism, 1973)

### Eseu
- De veghe la moarta mea. Roman-confesiune despre evenimentele din decembrie 1989 (Ed. Cartea Românească, București, 1998)

### Poezii
- Drumuri, drumuri… (1954)
- Ploi de lumină (Ed. Eminescu, București, 1974)
- Poeme de regăsire (Ed. Eminescu, București, 1980)
- Poeme crepusculare (Ed. AXA, Botoșani, 2002)

### Scenarist
- Mîndrie (1961) - dialoguri, împreună cu Marius Teodorescu; regizor: Marius Teodorescu
- O dragoste lungă de o seară (1963) - regizor: Horea Popescu
- Sărutul (1964) - regizor: Lucian Bratu - după romanul Ieșirea din Apocalis (1960)
- Războiul domnițelor (1969) - regizor: Virgil Calotescu
- Mînia (1978) - regizor: Mircea Veroiu
- La Vorona, acolo unde se nasc Sărbătorile (1983) - documentar; regizor: Ion Filip

## Premii
- Premiul Academiei Române (1958) - pentru romanul Cuscrii
- 2 premii ale Asociației Scriitorilor din București (1972 – Recviem pentru cei vii; 1978 – Dragostea câinelui de pază)
- Premiul Național de Proză Mihai Eminescu
- Premiul Special și Marele Trofeu acordat de Asociația pentru pace a religiilor din România
- The Special Book Award -1995- in apreciation of his distinguished contribution to creative writing as author of the book Piramida, Washington D.C.

### Distincții
- Medalia Muncii (12 august 1959) „pentru merite deosebite în opera de construire a socialismului”[5]
- Ordinul „Meritul Cultural” clasa a V-a (25 decembrie 1967) „pentru merite deosebite în opera de construire a socialismului, cu prilejul celei de-a XX-a aniversări a proclamării Republicii”[6]